# Parafia św. Marii Magdaleny w Zalasie
Parafia św. Marii Magdeleny w Zalasie – parafia archidiecezji krakowskiej Kościoła katolickiego obrządku łacińskiego w Zalasie wchodząca w skład dekanatu Krzeszowice.
Parafia po raz pierwszy została wspomniana w 1335 r., posiadała drewniany kościół. Około 1520 r. nowy również drewniany kościół na murowanych fundamentach ufundował Andrzej Tęczyński, wówczas nadano mu drugiego patrona Andrzeja Apostoła. Kolejny, murowany z kamienia wapiennego i cegły, wybudował Jan Tęnczyński w latach 1594–1595. Następny został wybudowany w latach 1707–1708. W latach 1905–1910 powstał kościół neogotycki, fundacji Potockich z pobliskich Krzeszowic. Obok niego  znajduje się drewniana dzwonnica z początku XVIII w., w otoczeniu rosną dwie lipy drobnolistne – pomnik przyrody z 29 maja 1967 r. Przy miejscowej parafii działa jedyne w Polsce pokutne Bractwo św. Marii Magdaleny, zatwierdzone przez papieża Klemensa XI w 1710 r. Na miejscowym cmentarzu parafialnym pochowani są głównie mieszkańcy wsi – wierni kościoła rzymskokatolickiego, ale też Świadkowie Jehowy. We wrześniu 2008 przy kościele ustawiono postument upamiętniający pochodzącego z Zalasu lotnika z czasów II wojny światowej Stanisława Józefa Chałupę.